# Doric (paquebot de 1923)
Vous lisez un « article de qualité » labellisé en 2014.
Pour les articles homonymes, voir Doric.
Le Doric est un paquebot britannique mis en service en 1923 pour la White Star Line. C'est le deuxième navire de la compagnie à porter ce nom. Construit par les chantiers Harland & Wolff à Belfast, ce navire est le deuxième et dernier navire de la compagnie à être exclusivement propulsé par des turbines.
Paquebot de taille moyenne et de faible vitesse pour l'époque, divisé en deux classes, il est conçu pour desservir le Canada, ce qu'il fait de sa mise en service, en juin 1923, jusqu'en 1932. Il est accompagné sur cette route par un navire similaire, le Regina, à l'origine exploité par la Dominion Line. Cette décennie de service canadien se déroule sans incident majeur. Lorsque la White Star abandonne cette ligne, le Doric est affecté à des croisières, rencontrant un grand succès auprès des jeunes couples de l'époque.
Lorsque la compagnie fusionne avec sa rivale, la Cunard Line, le Doric est conservé au sein de la nouvelle flotte. Cependant, une collision avec un autre navire, en septembre 1935, scelle son destin. Sévèrement endommagé et économiquement irréparable, malgré son jeune âge, il est décidé de le faire démanteler. Il est conduit chez les démolisseurs à la fin de cette même année.

## Histoire

### Construction et service canadien

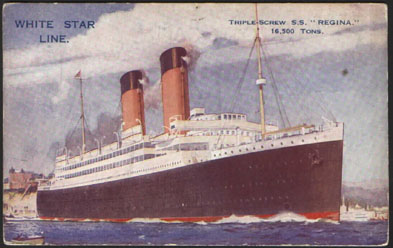
Construit sur le même modèle, le assure le service canadien aux côtés du Doric.

Avant la Première Guerre mondiale, l'International Mercantile Marine Co. commande aux chantiers Harland & Wolff la construction de plusieurs navires destinés à ses compagnies. Les deux premiers, le Regina et le Pittsburgh ébauchés en 1913, sont achevés après la guerre et mis en service au début des années 1920. Le Doric est le troisième navire construit sur ce modèle et un quatrième, légèrement plus grand, le Laurentic, suivra en 1927. La quille du Doric est posée bien après la guerre, en 1921, et sa construction est rapide, puisqu'il est lancé dès le 8 août 1922 et livré le 29 mai 1923.
Il effectue sa traversée inaugurale entre Liverpool et Montréal via Québec le 8 juin suivant. Il reste ensuite sur ce service durant plusieurs années, mais s'arrête l'hiver à Halifax, le Saint-Laurent étant gelé et impraticable. Sur cette ligne, il est accompagné par le Regina, d'apparence similaire mais exploité par une autre compagnie, la Dominion Line : les deux navires sont supposés assurer un service conjoint entre les deux compagnies. Le Regina prend cependant les couleurs de la White Star Line en 1925, lorsqu'elle absorbe les restes de la Dominion.
Cette époque de la carrière du Doric est assez peu troublée. En 1926, ses emménagements, à l'origine prévus uniquement pour la classe « cabine » et la troisième classe sont revus pour intégrer une classe touriste. Le 14 septembre 1927, la proue du paquebot est endommagée à Montréal par le navire britannique Barrie, mais de rapides réparations lui permettent de gagner sans encombre Liverpool. Un autre incident se produit le 8 décembre 1930, lorsque le navire, alors en cours d'entretien dans le port de Liverpool, est victime d'un incendie qui touche plusieurs de ses cabines avant d'être maîtrisé.
Au début des années 1930, la Grande Dépression atteint fortement la White Star Line, qui doit supprimer ses traversées les moins rentables. C'est ainsi que le Doric, comme l'Homeric, à la même époque, est retiré du service, avant d'être réaffecté à des croisières pour rapporter quelques fonds.

### Croisières et fin de carrière

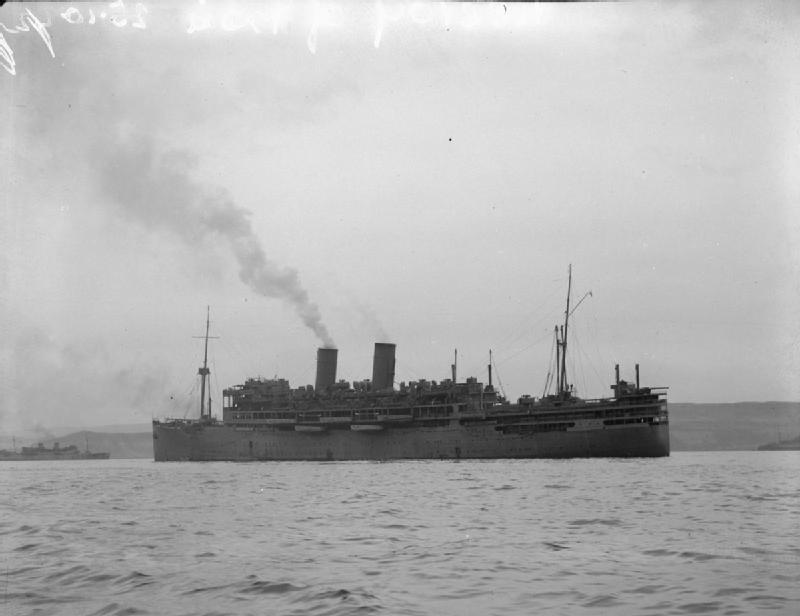
Le Viceroy of India est l'un des navires qui prêtent assistance au Doric lors de son abordage en septembre 1935.

Le Doric est toujours utilisé après son retrait de la ligne canadienne en octobre 1932. En avril 1933, après plusieurs mois d'attente à Liverpool, il est affecté à des croisières en Méditerranée. Le paquebot se révèle très populaire auprès d'une clientèle de jeunes, en particulier les jeunes couples, ce qui lui vaut alors le surnom de « navire de Cupidon » : il est le théâtre de pas moins de neuf annonces de fiançailles lors d'une croisière. En 1934, la White Star Line et sa rivale, la Cunard Line, fusionnent. Le Doric fait partie des navires conservés, et son jeune âge lui épargne la démolition de certains navires devenus surnuméraires. Il poursuit ses croisières, au départ de Southampton, avec des tarifs touristiques très réduits : 12 livres sterling pour treize jours de traversée.
La croisière du 5 septembre 1935 scelle son destin. Il transporte 736 passagers et 350 membres d'équipage et vient de faire la dernière escale de son voyage à Gibraltar, lorsqu'il se trouve plongé dans un fort brouillard au large du Portugal. Dans la nuit, vers trois heures, un cargo français de la compagnie des Chargeurs réunis, le Formigny, heurte le paquebot un peu en avant de sa passerelle de navigation et perce la coque, inondant une de ses cales et le faisant gîter sur tribord. Un SOS est aussitôt envoyé. Tandis que l'orchestre du bord, en pyjama, monte sur le pont et interprète des airs populaires accompagné du chant des passagers, les femmes et enfants sont embarqués dans les canots par mesure de précaution.
Deux canots quittent le navire, mais reviennent une heure plus tard et les passagers remontent sur le Doric pour attendre les secours. En effet, ses signaux ont été captés par deux navires, l'Orion, un navire de l'Orient Line en voyage inaugural, et le Viceroy of India de la P&O, qui viennent à son secours. Rassurés, les passagers sont autorisés à prendre des effets personnels dans leurs cabines, et ont droit à un petit déjeuner dans la salle à manger du paquebot en attendant l'arrivée des secours. Les opérations de transbordement se passent ensuite sans encombre, une partie de l'équipage du Doric restant à bord. L'incident ne fait aucune victime.
Le navire qui n'est pas en danger de sombrer fait rapidement route pour Vigo. Des travaux de fortune lui permettent de gagner Tilbury, au Royaume-Uni, où il doit être réparé. Là, un examen des dégâts par les inspecteurs de la Cunard-White Star Line conclut à l'inutilité des réparations. Bien qu'il n'ait que douze ans, soit la moitié de la durée de vie normale d'un paquebot, le Doric n'est pas assez rentable pour justifier leur coût. En octobre, il est vendu pour 35 000 £ au ferrailleur John Cashmore Ltd., et part le 7 novembre 1935 pour le pays de Galles, où il est démantelé.

## Caractéristiques

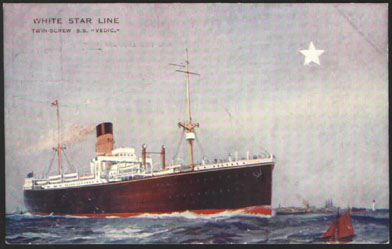
Le Doric est avec le Vedic le seul navire de la White Star Line propulsé par des turbines.

Le Doric est un paquebot de taille moyenne pour son époque, avec 183 mètres de long pour 20 mètres de large et 16 484 tonneaux. Pourvu de quatre ponts, il arbore deux mâts et deux cheminées. Celles-ci sont aux couleurs de la White Star Line, ocre brun surmonté par une manchette noire, tandis que la coque du navire est noire, avec une base de peinture antirouille rouge et une superstructure blanche. Sa silhouette est, de façon générale, très semblable à celle du Pittsburgh et du Regina construits peu avant par les chantiers Harland & Wolff. Le paquebot est équipé de neuf cales, et peut transporter à ses débuts 583 passagers de classe cabine et 1 688 passagers de troisième classe.
Avec le Vedic, le Doric est le second navire de la White Star à être propulsé exclusivement avec des turbines. Comme tous les navires de la compagnie partant de Liverpool jusqu'au Britannic, son appareil de propulsion est alimenté au charbon et non au mazout comme c'est le cas des navires partant de Southampton. Le paquebot n'est pas conçu pour atteindre de grandes vitesses et navigue à une moyenne de 15 nœuds à l'aide de deux hélices.
Les intérieurs sont élégants sans chercher l'ostentation. En classe cabine, les cabines sont décorées dans le style Louis XVI, les plus grandes étant des suites de trois pièces. Les cabines de troisième classe sont conçues pour deux, trois ou quatre passagers. Un orchestre joue dans la salle à manger et des hôtesses sont chargées de s'occuper des jeunes femmes non accompagnées et des enfants. À partir de 1926, le Doric peut transporter 320 passagers de classe cabine, 657 en classe touriste et 537 en troisième. Durant la refonte qui réorganise ses cabines, les imposants bossoirs de type Topliss (de grandes grues pouvant descendre de nombreux canots à la suite, expérimentées notamment sur le Britannic de 1915), sont remplacés par des bossoirs plus classiques de type Welin, utilisés sur la plupart des paquebots de la compagnie. Les bossoirs Topliss sont, en effet, peu populaires auprès des marins, leur usage pouvant être désastreux en cas de naufrage rapide ou de coupure de courant.